# Thymoites chopardi
Thymoites chopardi är en spindelart som först beskrevs av Lucien Berland 1920.  Thymoites chopardi ingår i släktet Thymoites och familjen klotspindlar. Inga underarter finns listade i Catalogue of Life.